# Pałac w Uboczu-Kolonii
Pałac w Uboczu-Kolonii (niem.  Kesselgutsschloss Schosdorf) – pałac w kolonii Pasiecznik  wsi Ubocze. 
Piętrowy pałac wybudowany około 1850 w stylu neogotyckim przez Johanna Carla Prenzela z Gryfowa Śląskiego, który kupił wieś od dotychczasowego właściciela Hansa Antona von Schaffgotscha. Pałac składał się z pięciu części: środkowej (dwupiętrowej), dwóch piętrowych skrzydeł (wschodniego i zachodniego) i dwóch wież: trzypiętrowej, widokowej w rogu, postawionej na planie koła wyżej ośmiobocznej i niskiej służebnej. Pałac jest częścią zespołu pałacowo-parkowego w skład którego wchodzi zabytkowy park również z XIX w.

## Zobacz
- Dwór w Uboczu
- Pałac w Uboczu Średnim
- Pałac w Uboczu Górnym